# Světový pohár v biatlonu 2024/2025 – Oslo-Holmenkollen
9. podnik Světového poháru v biatlonu v sezóně 2024/2025 probíhal od 21. do 23. března 2025 v norském Oslu na stadionu Holmenkollen jako poslední kolo tohoto ročníku světového poháru. Na programu podniku byly sprinty, stíhací závody a závody s hromadným startem.
V Holmenkollenu se předtím závodilo v březnu 2024.

## Program závodů
Oficiální program:
| Datum      | Disciplína                       | Začátek (SEČ) | Počet závodníků |
| ---------- | -------------------------------- | ------------- | --------------- |
| 21. března | Sprint (muži)                    | 13:30         | 106             |
| 21. března | Sprint (ženy)                    | 16:15         | 112             |
| 22. března | Stíhací závod (muži)             | 13:45         | 57              |
| 22. března | Stíhací závod (ženy)             | 15:50         | 57              |
| 23. března | Závod s hromadným startem (muži) | 13:15         | 30              |
| 23. března | Závod s hromadným startem (ženy) | 15:45         | 30              |

## Průběh závodů

### Sprinty
V závodě mužů, kterého se pro nemoc neúčastnil končící Tarjei Bø, se nejdříve držel na prvním místě jeho krajan, Johannes Dale-Skjevdal, který minul jeden terč při druhé položce, ale jel velmi rychle. V rychlosti běhu ho předstihl jen Johannes Thingnes Bø, který navíc zastřílel obě položky bezchybně. Po něm jel další Nor a jeho největší soupeř, Sturla Holm Laegreid, který také střílel čistě a v prvním a druhém běžeckém kole zaostával jen o několik vteřin. V posledním kole však už zpomaloval a dojel téměř půl minuty za Johannesem Bø. Norové tak obsadili nejen všechny stupně vítězů, ale i další dvě místa, protože za třetím Dale-Skjevdalem dojeli Isak Frey a Vebjørn Sørum. Johannes Bø si vítězstvím upevnil první místo v hodnocení sprintu a získal tak malý křišťálový globus za tuto disciplínu.
Čeští reprezentanti stříleli hůře, ale běželi většinou rychle. Vítězslav Hornig a Michal Krčmář udělali po dvou střeleckých chybách a skončili na 21. a 23. místě. Body získal i Tomáš Mikyska, který byl o 9 pozic horší. Překvapil junior Petr Hák, pro kterého to byl první závod ve světovém poháru. Zastřílel bezchybně, a i když dosáhl jen průměrného běžeckého času, obsadil 35. místo a získal tak body do celkového hodnocení. Jednalo se o nejlepší debut českého biatlonisty ve světovém poháru. Do stíhacího závodu se probojoval i Jonáš Mareček, který dojel sedm míst za ním.
V závodě žen se v cíli udržovala na prvním místě zpočátku Norka Ida Lienová. Z favoritek, které byly tentokrát nasazeny standardně doprostřed startovního pole, ji pak přejela o půl minuty vedoucí závodnice celkového pořadí, Němka Franziska Preussová. O šest pozic za ní startovala její největší soupeřka, Francouzská Lou Jeanmonnotová. Zastřílela stejně jako Preussová bezchybně a do posledního kola odjížděla necelých pět vteřin za ní. Dokázala ještě zrychlit, ale do cíle přijela o dvě desetiny vteřiny druhá. Na poslední střelbu pak přijížděla první s malým náskokem Švédka Elvira Öbergová. Nezasáhla však dva terče a skončila nakonec 11. Na třetím místě se umístila Finka Suvi Minkkinenová, která ještě při poslední střelbě bojovala o vítězství, ale v posledním kole výrazně zpomalila. Malý křišťálový globus za vítězství ve sprintech získala tímto vítězstvím Preussová.
Z českých reprezentantek běžela velmi rychle Lucie Charvátová, která s dvěma střeleckými chybami dojela na 19. místě. O šest pozic zadní skončila s jedním nezasaženým terčem Tereza Voborníková, která běžela pomaleji. Do stíhacího závodu postoupila ještě těsně z 60. místa Jessica Jislová, která udělala po jedné chybě při každé střelbě. Juniorky Ilona Plecháčová a Heda Mikolášová, které ve světovém poháru v individuálních závodech debutovaly, nezasáhly po dvou terčích a dojely na 90. a 97. místě.

### Stíhací závody
V závodě mužů se bojovalo nejen o vítězství této disciplíně, ale i o celkové vítězství ve světovém poháru. Johannes Thingness Bø udělal při střelbách vleže celkem dvě chyby, a tak se před něj dostal do té doby čistě střílející Sturla Holm Laegreid. Johannes Bø však jel rychleji a před poslední střelbou Lagraida dostihl. Zde však opět jednou chyboval, zatímco Lagreid střílel bezchybně, a tak vyjížděl do posledního kola s náskokem přes 20 vteřin. Ten již nedokázal Bø dojet, a tak Lagreid získal nejen malý křišťálový globus za vítězství ve stíhacích závodech, ale i velký křišťálový globus za celkové vítězství. O třetí místo spolu bojovali Francouz Quentin Fillon Maillet a Ital Tommaso Giacomel, kteří jeli spolu od poloviny závodu. Zvítězil Maillet, který se před Giacomela dostal při příjezdu na stadion a už jej před sebe nepustil.
Z českých reprezentantů se dařilo Vítězslavu Hornigovi, který udělal jednu chybu při první a při poslední střelbě. Posunul se dopředu o 10 pozic a dojel jedenáctý. Rychleji běžel Michal Krčmář, který však nezasáhl celkem tři terče a dojel na 17. místě. Body získal ještě Tomáš Mikyska za 36 místo. Junior Petr Hák se čtyřmi střeleckými chybami klesl na 48. pozici v cíli.
V závodě žen se na prvních místech střídaly Němka Franziska Preussová a Francouzka Lou Jeanmonnotová. Když však Preussová nesestřelila při třetí střelbě dva terče, odjížděla Jeanmonnotová první s půlminutovým náskokem, se kterým také zvítězila. Na druhé místo se zlepšujícím se výkonem propracovala Švédka Elvira Öbergová. Preussová zpočátku bojovala ve skupině o třetí místo, ale nedokázala už běžet rychle a skončila nakonec pátá. Díky tomu získala Jeanmonnotová malý křišťálový globus za stíhací závody a posunula se z pětibodovým náskokem na první místo celkového pořadí.
Z českých reprezentantek se dařilo Tereze Voborníkové, která zastřílela všechny položky bezchybně a dojela do cíle sedmá. Největší posun se podařil Jessice Jislové, která s jednou střeleckou chybou postoupila z 60. místa na startu na konečné 19. místo. Nedařilo se pouze Lucii Charvátové, která na střelnici nezasáhla celkem šest terčů a skončila na 47. pozici.

### Závody s hromadným startem
V závodě žen bojovaly o velký křišťálový globus Francouzka Lou Jeanmonnotová a Němka Franziska Preussová, která měla náskok pěti bodů. Při první střelbě Francouzka jednou chybovala; Preussová se pak udržovala kolem druhého místa a Jeanmonnotová jela s menší ztrátou za ní. Druhou střeleckou položku zvládly obě čistě, ale při třetí nezasáhla jeden terč Preussová, která tak vyjížděla do předposledního kola deset vteřin za ní. Na poslední střelbu ale přijely obě společně a spolu z ní také odjížděly, když ani jednou nechybovaly. V průběhu posledního kola je dojela Elvira Öbergová, která se na chvíli dostala do čela, ale nestačila jejich zrychlení v delším stoupání. Posledni zatáčku při nájezdu na stadion projížděly obě blízko bariéry a Jeanmonnotová přitom upadla. Preissová tak dojela do cíle první před Öbergovou a Jeanmonnotovou. Francouzský tým pak podal protest, který ale následně stáhl. „V té zatáčce jsem udělala chybu,“ přiznala po vyprchání emocí Jeanmonnotová. Preussová tak získala velký křišťálový globus za vítězství v tomto ročníku světového poháru i malý globus za závody s hromadným startem.
Jediná česká účastnice Tereza Voborníková se zpočátku udržovala ve vedoucí skupině, ale při druhé střelbě nezasáhla dva terče klesla na 20. místo. Z toho se posunovala dopředu,  když obě další střelecké položky zvládl bezchybně. V posledním kole pak předjela Polku Natalii Sidorowiczovou a dojela na osmém místě.
Před závodem mužů bylo už vítězi velkého křišťálového globu rozhodnuto, takže se bojovalo jen o malý globus za závody s hromadným startem. Zpočátku se v čele závodu udržoval Francouz Émilien Jacquelin, kterého před třetí střelbou dojel Švéd Sebastian Samuelsson. Ten se po střeleckých chybách Jacqueina udržel v čele i po čtvrté střelbě, kdy si vypracoval dostatečně náskok, se kterým zvítězil. Za ním se bojovalo o malý křišťálový globus, když se na druhé místo dostal Francouz Éric Perrot a když před cílem Nor Endre Strømsheim předjel svého kolegu Sturlu Holma Laegreida. Pro něj však i toto pořadí znamenalo vítězství v závodech s hromadným startem o jeden bod před Perrotem.
Z českých reprezentantů startovali v závodě Michal Krčmář a Vítězslav Hornig. Oba udělali po dvou střeleckých chybách a spolu odjížděli do posledního kola na 11. a 12. pozici. Hornig zde dokázal předjet Nora Martina Uldala a dojel do cíle jako desátý. Krčmář naopak klesl na 14. místo.

## Umístění na stupních vítězů

### Muži
| Disciplína                        | První místo          | Výkon             | Druhé místo          | Výkon             | Třetí místo            | Výkon             |
| Sprint (10 km)                    | Johannes Thingnes Bø | 24:49,5 (0+0)     | Sturla Holm Laegreid | 25:15,2 (0+0)     | Johannes Dale-Skjevdal | 25:26,2 (0+1)     |
| Stíhací závod (12,5 km)           | Sturla Holm Laegreid | 31:45,0 (0+0+0+0) | Johannes Thingnes Bø | 32:00,5 (1+1+0+1) | Quentin Fillon Maillet | 31:08,9 (0+0+1+0) |
| Závod s hromadným startem (15 km) | Sebastian Samuelsson | 39:11,8 (0+0+1+0) | Éric Perrot          | 39:17,4 (0+1+1+0) | Endre Strømsheim       | 39:21,1 (0+0+0+0) |

### Ženy
| Disciplína                          | První místo         | Výkon             | Druhé místo       | Výkon             | Třetí místo           | Výkon             |
| Sprint (7,5 km)                     | Franziska Preussová | 20:57,2 (0+0)     | Lou Jeanmonnotová | 20:57,4 (0+0)     | Suvi Minkkinenová     | 21:19,1 (0+0)     |
| Stíhací závod (10 km)               | Lou Jeanmonnotová   | 30:16,9 (0+1+0+0) | Elvira Öbergová   | 30:39,1 (2+0+0+0) | Lena Häckiová-Großová | 30:41,1 (1+0+1+0) |
| Závod s hromadným startem (12,5 km) | Franziska Preussová | 38:23,8 (0+0+1+0) | Elvira Öbergová   | 38:27,1 (1+1+1+0) | Lou Jeanmonnotová     | 38:35,5 (0+0+0+1) |